# Proteopedia
La Proteopedia è una enciclopedia online delle proteine e di altre molecole, presentate anche con immagini tridimensionali, che è facile da modificare dai suoi stessi utenti perché si serve del software Mediawiki. Il sito contiene una pagina per ogni possibile voce del Protein Data Bank (più di 64.500 pagine), come anche pagine che sono più descrittive delle strutture proteiche in generale, ad es. Photosystem_II, Acetylcholinesterase e Hemoglobin, con una visualizzazione Jmol che evidenzia i siti funzionali e i ligandi.
Proteopedia adopera uno strumento per la costruzione degli ambienti e strutture ("scene-authoring tool") in modo che gli utenti non debbano imparare gli script del linguaggio informatico Jmol per creare scene molecolari apposite ("customized molecular scenes"). Alle ambientazioni realizzate ad hoc ("customized") sono facilmente aggiunti "link verdi" che fanno apparire testi descrittivi che mostrano quelle scene in Jmol.
Per accedere al sito e visualizzare i suoi contenuti in 3D basta un normale web browser, in effetti non sono necessari "viewers" scaricabili da installare. Tutto il contenuto, aggiunto da utenti certificati è gratuito e viene rilasciato sotto licenza GNU Free Documentation License.